# Нільс Торвальдс
Нільс Торвальдс (швед. Nils Torvalds; нар. 7 серпня 1945, Екенес) — фінський журналіст і політик шведського походження, депутат Європарламенту від Фінляндії (з 2012), заступник голови Шведської народної партії (2007—2011). Має відомого на весь світ сина програміста-хакера Лінуса Торвальдса, творця ядра Linux.

## Біографія
З 1982 року працював як журналіст шведськомовного каналу YLE FST5. Був кореспондентом у Москві та Вашингтоні.

### Політична діяльність
З 1960-х років, будучи студентом коледжу, почав активно співпрацювати з Комуністичною партією Фінляндії і був обраний до її центрального комітету, але пізніше залишив цей рух.
З 2007 по 2011 роки — заступник голови Шведської народної партії.
З 5 липня 2012 року призначений депутатом Європарламенту від Фінляндії. Він змінить Карла Хаґлунда на посаді заступника голови комісії з питань рибальства Європарламенту, а також обійме посаду заступника члена комісій з питань бюджету та економіки.
За його ініціативою 21 березня 2013 року засідання Саамського парламенту Фінляндії в повному складі відбулося в Брюсселі, куди Нільс Торвальдс запросив депутатів для ознайомлення з системою підтримки Європейським союзом національних меншин.
Кандидат у президенти Фінляндії на виборах 2018 року, в яких посів 8-ме місце, набравши 1,5 % голосів.